# H5N6亜型
H5N6亜型（えいちご えぬろく あがた、Influenza A virus subtype H5N6）は、A型インフルエンザウイルスの亜型の1つである。

## 概要
2016年、中国や韓国や日本で発生が確認された。中国ではH5N6亜型の鳥インフルエンザはヒトへの感染報告があり、死者がでている。
2017年11月5日、島根県松江市において回収されたコブハクチョウ1羽の死亡個体から検出されたことが発表された。